# Selaginella breedlovei
Selaginella breedlovei là một loài dương xỉ trong họ Selaginellaceae. Loài này được Valdespino mô tả khoa học đầu tiên năm 2004.